# Nafigulla Chudtschatowitsch Aschirow

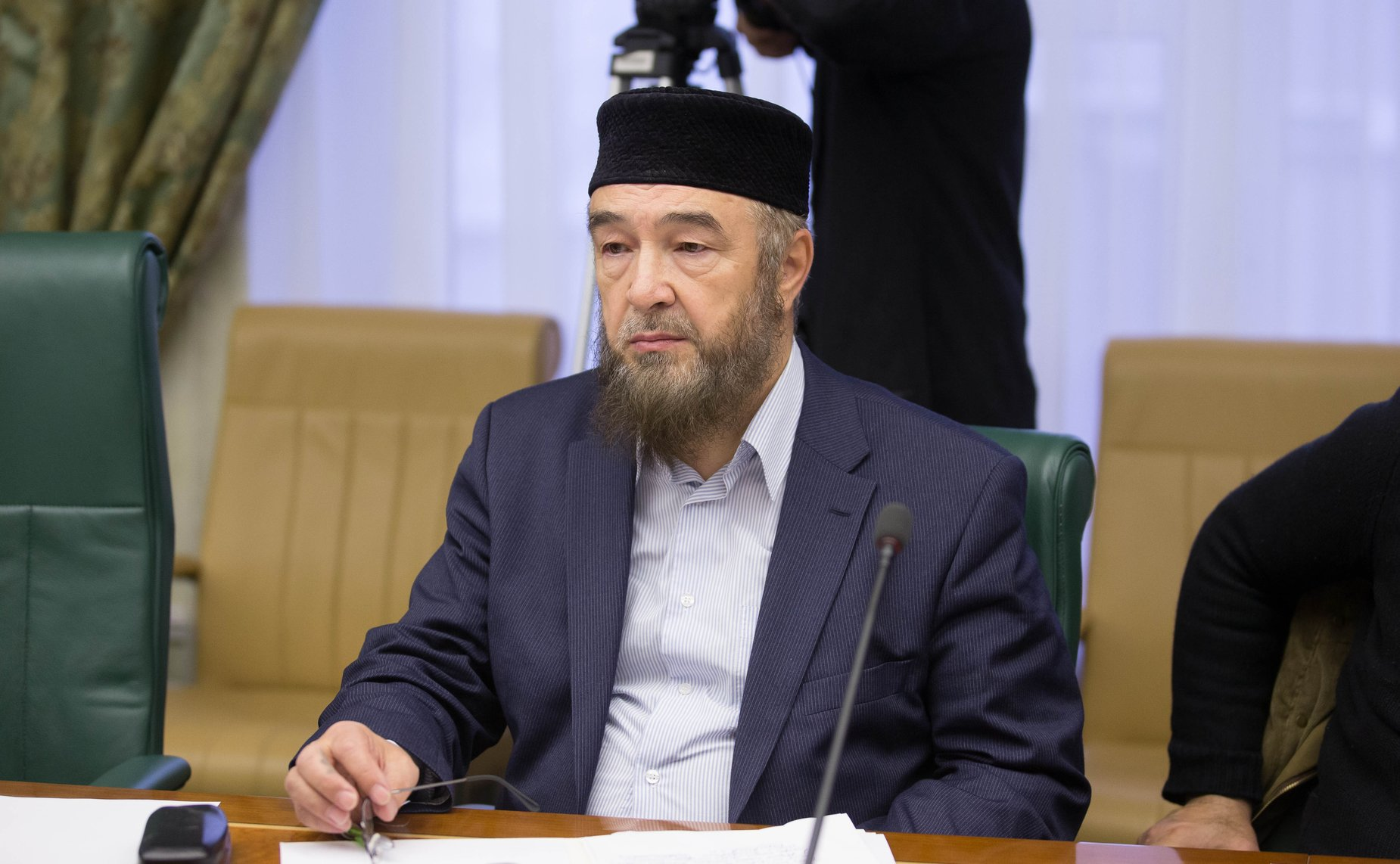
Nafigulla Chudtschatowitsch Aschirow

Nafigulla Chudtschatowitsch Aschirow (russisch Нафигулла Худчатович Аширов; wiss. Transliteration Nafigulla Chudčatovič Aširov; * 10. September 1954 im Rajon Tobolsk, Oblast Tjumen) ist der Mufti der Geistlichen Verwaltung der Muslime des asiatischen Teils Russlands (bis 1999 Mufti von Sibirien und dem Fernen Osten) mit Sitz in Tobolsk und Vizevorsitzender des Rates der Muftis von Russland (RMR).